# Percichthyidae
Percichthyidae (Zaagbaarzen) zijn een familie van straalvinnige vissen uit de orde van Baarsachtigen (Perciformes).

## Geslachten
- Bostockia Castelnau, 1873
- Coreoperca Herzenstein, 1896
- Edelia
- Gadopsis Richardson, 1848
- Guyu Pusey & Kennard, 2001
- Maccullochella Whitley, 1929
- Macquaria Cuvier, 1830
- Nannatherina Regan, 1906
- Nannoperca Günther, 1861
- Percichthys Girard, 1855
- Siniperca Gill, 1862